# E-Liner Airways
E-Liner Airways, también conocida como DBA (ELA Airlines), fue fundada en 1993. La compañía empezó con vuelos turísticos y visitas de día a Aruba y Bonaire. La compañía tiene su sede en el Aeropuerto Internacional Hato de Willemstad, Curazao.

## Destinos
| Países  | Destinos   | Aeropuertos                            | Frecuencias semanales |
| ------- | ---------- | -------------------------------------- | --------------------- |
| Aruba   | Oranjestad | Aeropuerto Internacional Reina Beatrix | 7                     |
| Bonaire | Kralendijk | Aeropuerto Internacional Flamingo      | 7                     |
| Curazao | Willemstad | Aeropuerto Internacional Hato (HUB)    | 7                     |

| Países    | Destinos    | Aeropuertos                                         |
| --------- | ----------- | --------------------------------------------------- |
| Colombia  | Bogotá      | Aeropuerto Internacional El Dorado                  |
| Venezuela | Caracas     | Aeropuerto Internacional de Maiquetía Simón Bolívar |
| Venezuela | Las Piedras | Aeropuerto Internacional Josefa Camejo              |
| Venezuela | Valencia    | Aeropuerto Internacional Arturo Michelena           |

## Flota
| Aeronaves          | En servicio | Pedidos | Matrículas  |
| ------------------ | ----------- | ------- | ----------- |
| Piper PA-31 Navajo | 2           | —       | PJ-WNY y ?? |
| Piper PA-34 Seneca | 1           | —       | PJ-WLS      |
| Total              | 3           | —       |             |

- Datos: Q5321422